# Alonzo Menifield
Alonzo Menifield, (Dallas, 18 de outubro de 1987) é um lutador profissional de artes marciais mistas que atualmente compete pelo UFC na categoria dos meio-pesados.

## Carreira no MMA

### UFC
Menifield fez sua estreia no UFC em 19 de Janeiro de 2019 contra Vinicius Moreira no UFC Fight Night: Cejudo vs. Dillashaw. Ele venceu a luta por nocaute no primeiro round.
Sua segunda luta na organização veio em 29 de junho de 2019 contra Paul Craig no UFC on ESPN: Ngannou vs. dos Santos. Ele venceu por nocaute no primeiro round.

## Cartel no MMA
| Cartel no MMA   |             |            |
| 14 lutas        | 11 vitórias | 3 derrotas |
| Por nocaute     | 8           | 1          |
| Por finalização | 2           | 0          |
| Por decisão     | 1           | 2          |

| Res.    | Cartel | Oponente                       | Método                                 | Evento                                   | Data                    | Round | Tempo | Local                  | Notas                 |
| ------- | ------ | ------------------------------ | -------------------------------------- | ---------------------------------------- | ----------------------- | ----- | ----- | ---------------------- | --------------------- |
| Derrota | 11-3   | William Knight                 | Decisão (unânime)                      | UFC on ESPN: Font vs. Aldo               | 4 de dezembro de 2021   | 3     | 5:00  | Las Vegas, Nevada      |                       |
| Vitória | 11-2   | Ed Herman                      | Decisão (unânime)                      | UFC 265: Lewis vs. Gane                  | 7 de agosto de 2021     | 3     | 5:00  | Houston, Texas         |                       |
| Vitória | 10-2   | Fabio Cherant                  | Finalização (estrangulamento von flue) | UFC 260: Miocic vs. Ngannou 2            | 27 de março de 2021     | 1     | 1:11  | Las Vegas, Nevada      |                       |
| Derrota | 9-2    | Ovince St. Preux               | Nocaute (soco)                         | UFC Fight Night: Overeem vs. Sakai       | 5 de setembro de 2020   | 2     | 4:07  | Las Vegas, Nevada      |                       |
| Derrota | 9-1    | Devin Clark                    | Decisão (unânime)                      | UFC 250: Nunes vs. Spencer               | 6 de junho de 2020      | 3     | 5:00  | Las Vegas, Nevada      |                       |
| Vitória | 9-0    | Paul Craig                     | Nocaute (socos)                        | UFC on ESPN: Ngannou vs. dos Santos      | 29 de junho de 2019     | 1     | 3:19  | Minneapolis, Minnesota | Performance da Noite. |
| Vitória | 8-0    | Vinicius Moreira               | Nocaute técnico (socos)                | UFC Fight Night: Cejudo vs. Dillashaw    | 19 de janeiro de 2019   | 1     | 3:56  | Brooklyn, New York     |                       |
| Vitória | 7-0    | Dashawn Boatwright             | Nocaute Técnico (Socos)                | Dana White's Contender Series - Season 2 | 12 de junho de 2018     | 1     | 0:08  | Las Vegas, Nevada      |                       |
| Vitória | 6-0    | Brice Ritani-Coe               | Finalização (mata leão)                | LFA 33 - Willis vs. Stewart              | 16 de fevereiro de 2018 | 1     | 2:41  | Dallas, Texas          |                       |
| Vitória | 5-0    | Jose Otavio dos Santos Lacerda | Nocaute Técnico (Socos)                | LFA 28 - Jackson vs. Luna                | 8 de dezembro de 2017   | 2     | 0:32  | Dallas, Texas          |                       |
| Vitória | 4-0    | Daniel Jolly                   | Nocaute Técnico (lesão)                | Dana White's Contender Series - Season 1 | 25 de julho de 2017     | 1     | 5:00  | Las Vegas, Nevada      |                       |
| Vitória | 3-0    | Khadzhimurat Bestaev           | Nocaute Técnico (socos)                | LFA 13 - Millender vs. Holland           | 2 de junho de 2017      | 1     | 4:01  | Burbank, Califórnia    |                       |
| Vitória | 2-0    | Brock Combs                    | Nocaute (Socos)                        | RFA 43 - Camozzi vs. Barnes              | 9 de setembro de 2016   | 2     | 0:22  | Broomfield, Colorado   |                       |
| Vitória | 1-0    | Zach Rosol                     | Nocaute Técnico (Socos)                | Bellator 146                             | 20 de novembro de 2015  | 1     | 0:38  | Thackerville, Oklahoma |                       |